# Stazione di Maisons-Alfort - Alfortville
La stazione di Maisons-Alfort - Alfortville (in francese Gare de Maisons-Alfort - Alfortville) è una stazione ferroviaria situata al confine tra i comuni di Maisons-Alfort e Alfortville, nel dipartimento della Valle della Marna.

## Storia
La stazione fu messa in servizio il 12 agosto 1849. Ha assunto la denominazione attuale nel 1914.

## Movimenti
La stazione è servita dai treni della Linea RER D.